# Завіцький Герман Михайлович
Ге́рман Миха́йлович Заві́цький (Завицький) (нар. 28 вересня (10 жовтня) 1882, Фрауенбурзька волость Голдининського повіту Курляндської губернії, тепер Латвія — червень 1958, місто Київ) — радянський державний і політичний діяч. Член Центральної контрольної комісії ВКП(б) у травні 1924 — грудні 1925 року і грудні 1927 — червні 1930 року. Кандидат у члени ЦК КП(б)У в квітні 1923 — травні 1924 року. Член Центральної контрольної комісії КП(б)У в травні 1924 — січні 1934 року. Член Ревізійної комісії КП(б)У в січні 1934 — червні 1938 року.

## Життєпис
Народився в бідній родині землероба. Закінчив парафіяльне училище. Працював слюсарем на паровозобудівному заводі в Ризі.
Член РСДРП(б) з 1905 року. Партійний псевдонім Мадіс.
12 жовтня 1905 року заарештований, просидів півтора місяця у в'язниці, був відпущений під заставу. З 1906 по 1908 рік перебував на підпільній роботі в Ризі. Заарештований в квітні 1908 року, 25 травня 1908 року за участь у революційному русі засуджений до заслання. З листопада 1908 по 1917 рік відбував заслання в Усть-Уді Іркутської губернії.
Після Лютневої революції 1917 приїхав до Харкова, працював слюсарем на одному із заводів, продовжував революційну діяльність.
У жовтні 1920 призначений заступником голови «Укрелектро». У 1922—1924 роках — в Електротехнічному тресті (ЕТЦР) і уповноважений по електротехнічній промисловості в Україні.
Потім працював завідувачем промислової секції Народного комісаріату робітничо-селянської інспекції Української СРР та членом президії Центральної контрольної комісії КП(б)У.
У 1927—1929 роках очолював Харківську окружну контрольну комісію КП(б)У — окружну робітничо-селянську інспекцію.
У жовтні 1929 — 17 червня 1934 року — голова Найвищого (Верховного) Суду УСРР. У 1934—1938 — уповноважений Комісії сприяння вченим при Раді народних комісарів Української РСР.
Заарештований 12 квітня 1938. Особлива нарада НКВС СРСР 17 листопада 1939 засудила 3авіцького на 5 років заслання. Рішенням військової колегії ВС СРСР від 19 березня 1955 справа припинена за відсутністю складу злочину.
Делегат VII, VIII Всеукраїнських з'їздів Рад.
Помер у Києві в червні 1958 року.

## Нагороди
- орден Леніна (1956)
- орден Трудового Червоного Прапора Української СРР (1923)